# Lijst van operafestivals
Dit is een lijst van operafestivals, alsmede van zomerseizoenen en muziekfestivals die operaproducties brengen.
| Naam van het festival                                     | Locatie                                                          | Land                | Plaats                     | Opmerkingen                                                   |
| --------------------------------------------------------- | ---------------------------------------------------------------- | ------------------- | -------------------------- | ------------------------------------------------------------- |
| Arena di Verona Festival                                  | Arena van Verona                                                 | Italië              | Verona                     | Romeinse arena                                                |
| Aspen Music Festival                                      | Wheeler Opera House                                              | Verenigde Staten    | Aspen, Colorado            |                                                               |
| Aspendos International Opera and Ballet Festival          | Aspendos Theater                                                 | Turkije             | Antalya                    |                                                               |
| Bayreuther Barock                                         | Markgräfliches Opernhaus                                         | Duitsland           | Bayreuth                   | Barok                                                         |
| Bayreuther Festspiele                                     | Bayreuth Festspielhaus                                           | Duitsland           | Bayreuth                   | Richard Wagner                                                |
| Bergen International Festival                             | Grieghallen                                                      | Noorwegen           | Bergen                     |                                                               |
| Boston Early Music Festival                               |                                                                  | Verenigde Staten    | Boston, Massachusetts      | Oude muziek                                                   |
| Bregenzer Festspiele                                      | Seebühne                                                         | Oostenrijk          | Bregenz                    | Groot toneel                                                  |
| Budapesti Tavaszi Fesztivál                               | Hongaarse Staatsopera                                            | Hongarije           | Boedapest                  |                                                               |
| Buxton Festival                                           | Buxton Opera House                                               | Verenigd Koninkrijk | Buxton                     |                                                               |
| Bydgoszcz Opera Festival                                  |                                                                  | Polen               | Bydgoszcz                  |                                                               |
| Caramoor International Music Festival                     | Venetian Theatre                                                 | Verenigde Staten    | Katonah, New York          |                                                               |
| Castleton Festival                                        | Theatre House                                                    | Verenigde Staten    | Castleton, Virginia        | Kameropera's van Britten                                      |
| Central City Opera                                        | Central City Opera House                                         | Verenigde Staten    | Central City, Colorado     |                                                               |
| Chautauqua Opera                                          | Norton Memorial Hall                                             | Verenigde Staten    | Chautauqua, New York       |                                                               |
| Cincinnati Opera Summer Festival                          | Cincinnati Music Hall                                            | Verenigde Staten    | Cincinnati, Ohio           |                                                               |
| Chorégies d'Orange                                        | Théâtre antique d'Orange                                         | Frankrijk           | Orange                     | Romeinse arena                                                |
| Dalhalla Opera                                            | Dalhalla                                                         | Zweden              | Rättvik                    |                                                               |
| Drottningholm                                             | Drottningholm Paleistheater                                      | Zweden              | Stockholm                  | Vroege werken                                                 |
| Eutin Festival                                            | Freilichtbühne                                                   | Duitsland           | Eutin                      |                                                               |
| Festspiel Baden-Baden                                     | Festspielhaus Baden-Baden                                        | Duitsland           | Baden-Baden                |                                                               |
| Festwochen der Alten Musik                                | Tiroler Landestheater                                            | Oostenrijk          | Innsbruck                  | Vroege werken                                                 |
| Festival d'Aix-en-Provence                                | Théâtre de l'Archevêché                                          | Frankrijk           | Aix-en-Provence            |                                                               |
| Festival d'Ambronay                                       | Abbey of Ambronay                                                | Frankrijk           | Ambronay                   | Barokwerken                                                   |
| Festival de musique de Strasbourg                         | verscheidene plaatsen waaronder de Kathedraal van Straatsburg    | Frankrijk           | Straatsburg                |                                                               |
| Festival de Radio France et Montpellier                   | Le Corum                                                         | Frankrijk           | Montpellier                | Zeldzame werken                                               |
| Festival dei Due Mondi                                    | Teatro Caio Melisso                                              | Italië              | Spoleto                    |                                                               |
| Festival della Valle d'Itria                              | Palazzo Ducale                                                   | Italië              | Martina Franca             | Zeldzame werken                                               |
| Festival International d'Opéra Baroque de Beaune          |                                                                  | Frankrijk           | Beaune                     | Barokwerken                                                   |
| Fort Worth Opera                                          | Bass Performance Hall                                            | Verenigde Staten    | Fort Worth, Texas          |                                                               |
| Garsington Opera                                          | Garsington Manor                                                 | Verenigd Koninkrijk | Garsington                 | Country house opera                                           |
| George Enescu Festival                                    | Roemeniën Athenaeum                                              | Roemenië            | Boekarest                  |                                                               |
| Glimmerglass Opera                                        | Alice Busch Opera Theater                                        | Verenigde Staten    | Cooperstown, New York      |                                                               |
| Glyndebourne Festival Opera                               | Glyndebourne Opera House                                         | Verenigd Koninkrijk | Glyndebourne               | Country house opera                                           |
| Grange Park Opera                                         | Grange Park Opera House                                          | Verenigd Koninkrijk | Northington                | Country house opera                                           |
| Lake George Opera                                         | Spa Little Theater                                               | Verenigde Staten    | Saratoga Springs, New York |                                                               |
| London Handel Festival                                    |                                                                  | Verenigd Koninkrijk | Londen                     | Georg Friedrich Händel                                        |
| Longborough Festival Opera                                |                                                                  | Verenigd Koninkrijk | Longborough                | Country house opera                                           |
| Lucerne Festival                                          |                                                                  | Zwitserland         | Luzern                     |                                                               |
| Maggio Musicale Fiorentino                                | Teatro Communale en Teatro della Pergola                         | Italië              | Florence                   |                                                               |
| Münchner Opern-Festspiele                                 | Nationaltheater München                                          | Duitsland           | München                    |                                                               |
| Opera Barga Festival                                      | Teatro dei Differenti                                            | Italië              | Barga                      |                                                               |
| Opéra de Baugé                                            | Les Capucins                                                     | Frankrijk           | Baugé                      | Country house opera                                           |
| Opera Holland Park                                        | Holland Park Theatre                                             | Verenigd Koninkrijk | Londen                     |                                                               |
| Opera Theatre of Saint Louis                              | Loretto-Hilton Theater                                           | Verenigde Staten    | St. Louis, Missouri        |                                                               |
| Operadhoy                                                 | Teatro de la Zarzuela                                            | Spanje              | Madrid                     | Hedendaagse werken                                            |
| Quincena Musical de San Sebastián                         | Verscheidene locaties waaronder Teatro Victoria Eugenia, Kursaal | Spanje              | San Sebastian              | Naast opera ook ballet en andere klassieke muziekuitvoeringen |
| Puccini Festival                                          | Teatro dei Quattromila                                           | Italië              | Torre del Lago             | Giacomo Puccini, Groot toneel                                 |
| Ravenna Festival                                          | Teatro Communale Alighieri                                       | Italië              | Ravenna                    |                                                               |
| Ravinia Festival                                          | Ravinia Park                                                     | Verenigde Staten    | Highland Park, Illinois    |                                                               |
| Richard Strauss Festival                                  | Kongresshaus                                                     | Duitsland           | Garmisch Partenkirchen     | Richard Strauss                                               |
| Rossini in Wildbad                                        | Kurtheater                                                       | Duitsland           | Bad Wildbad                | Gioachino Rossini                                             |
| Rossini Opera Festival                                    | Teatro Rossini                                                   | Italië              | Pesaro                     | Gioacchino Rossini                                            |
| Salzburger Osterfestspiele                                | Großes Festspielhaus                                             | Oostenrijk          | Salzburg                   |                                                               |
| Salzburger Festspiele                                     | Großes Festspielhaus                                             | Oostenrijk          | Salzburg                   |                                                               |
| Salzburg Whitsun Festival                                 | Großes Festspielhaus                                             | Oostenrijk          | Salzburg                   |                                                               |
| Santa Fe Opera                                            | The Crosby Theater                                               | Verenigde Staten    | Santa Fe, New Mexico       |                                                               |
| Savonlinna Operafestival                                  | Olavinlinna                                                      | Finland             | Savonlinna                 |                                                               |
| Schwetzingen Festival                                     | Slot Schwetzingen                                                | Duitsland           | Schwetzingen               |                                                               |
| Sferisterio Opera Festival                                | Sferisterio di Macerata                                          | Italië              | Macerata                   |                                                               |
| Spoleto Festival USA                                      | Gaillard Municipal Auditorium en Memminger Auditorium            | Verenigde Staten    | Charleston, South Carolina |                                                               |
| Stars of the White Nights Festival                        | Mariinskitheater                                                 | Rusland             | Sint-Petersburg            |                                                               |
| Tanglewood Music Festival                                 | Tanglewood Music Center                                          | Verenigde Staten    | Lenox, Massachusetts       |                                                               |
| Teatro dell'Opera di Roma Zomerfestival (Stagione estiva) | Thermen van Caracalla                                            | Italië              | Rome                       |                                                               |
| Verbier Festival                                          | Salle Médran                                                     | Zwitserland         | Verbier                    |                                                               |
| Wagner Festival Wels                                      | Theater im Greif                                                 | Oostenrijk          | Wels                       | Richard Wagner                                                |
| Wexford Festival Opera                                    | Wexford Opera House                                              | Ierland             | Wexford                    | Zeldzame werken                                               |
| Wiener Festwochen                                         | Theater an der Wien                                              | Oostenrijk          | Wenen                      | Hedendaagse werken                                            |
| Wolf Trap Opera Company                                   | Filene Center                                                    | Verenigde Staten    | Vienna, Virginia           |                                                               |

## Bron
- (en) Operabase's list of opera festivals, by type of festival